# Syntretus amba
Syntretus amba är en stekelart som beskrevs av Sergey A. Belokobylskij 1993. Syntretus amba ingår i släktet Syntretus och familjen bracksteklar. Inga underarter finns listade i Catalogue of Life.